# Manuel Guanipa Matos
Pour les articles homonymes, voir Guanipa.
Manuel Guanipa Matos est l'une des six paroisses civiles de la municipalité de Baralt dans l'État de Zulia au Venezuela. Son chef-lieu est El Venado.

## Géographie

### Situation

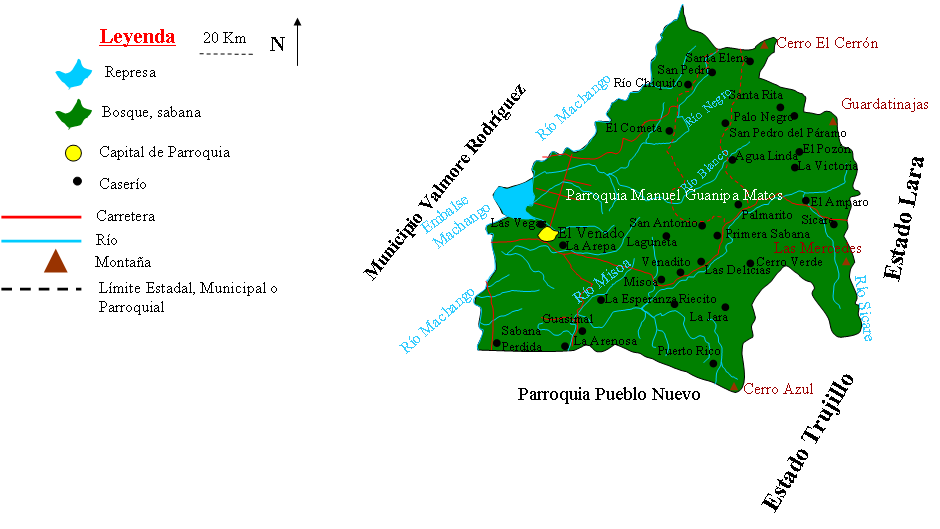
Carte simplifiée de la paroisse civile.

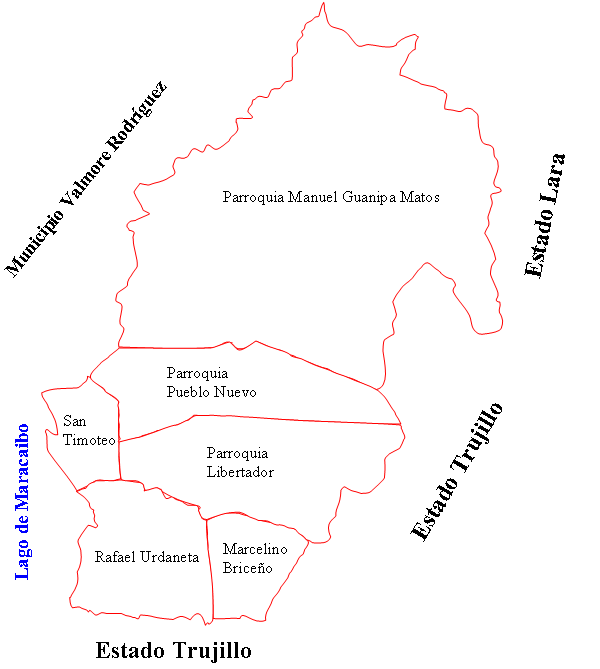
Localisation de la paroisse civile au sein de la municipalité.

La paroisse civile est la plus étendue des six paroisses de la municipalité dont elle occupe la moitié septentrionale. Sa limite occidentale est marquée par le río Manchango tandis que le territoire est tressé de ses affluents d'orientation nord-est/sud-ouest parmi lesquels du nord au sud, les ríos Negro, Blanco et Misoa.